# Меморіальні та анотаційні дошки Ізмаїла
Перелік меморіальних та анотаційних дошок Ізмаїла.

## Меморіальні та анотаційні дошки

### На честь людей
| Зображення | Загальний вигляд | Кому присвячено                | Короткі відомості | Адреса                                    | Дата встановлення |
| ---------- | ---------------- | ------------------------------ | --- | ----------------------------------------- | ----------------- |
|            |                  | Ботев Христо                   | Національний герой Болгарії, громадський діяч, поет і публіцист. болг. Български национален герой, поет-револючионер, просветител. Преподавал е в тази сграда - българско училище. През 1869—1871 г.                         |                                           | 2020              |
|            |                  | Железняков Анатолій Григорович | Російський матрос, анархіст; командир 1-ї радянської кінної батареї, командир бригади бронепоїздів часів Громадянської війни в Росії. Пам'ятна табличка на одному з будинків вулиці, названої його іменем.                   | вул. Телеграфна (колишня Железнякова), 64 |                   |
|            |                  | Капікраян Лука Якович          | Начальник Радянського Дунайського пароплавства з 1950 до 1966 роки. Пам'ятна табличка на набережній, названій в його честь.                                                                                                  | Набережна Луки Капікраяна                 |                   |
|            |                  | Куликов Микола Сергійович      | Радянський воєначальник, гвардії полковник, часів II Світової війни. | просп. Миру, 26                           |                   |
|            |                  | Лещов Анатолій Олексійович     | Пам'ятна дошка на честь Лещова Анатолія Олексійовича на будівлі управління Ізмаїльського порту. |                                           |                   |
|            |                  | Пилипенко Віктор Васильович    | Начальник Радянського Дунайського пароплавства, депутат Верховної Ради України. Пам'ятна табличка на будинку, де проживав у 1977—1986 роках.                                                                                 | просп. Незалежності, 54                   |                   |
|            |                  | Пушкін Олександр Сергійович    | В честь відвідування Пушкіним Ізмаїлу в 1821 році. | просп. Незалежності, 29                   |                   |
|            |                  | Савицький Микола               | Капітан-лейтенант Дунайської флотилії часів II Світової війни. Пам'ятна табличка на одному з будинків вулиці, названої його іменем.                                                                                          | вул. Савицького                           |                   |
|            |                  | Толбухін Федір Іванович        | Радянський воєначальник, Маршал Радянського Союзу (з 1944 р.), Герой Радянського Союзу (1965, посмертно). Гранітна табличка на стіні пожежної станції на честь Федора Толбухіна, розміщена на вулиці, названій в його честь. | вул. Толбухіна                            |                   |
|            |                  | Тульчианов Феодор Павлович     | Міський голова (1880—1892; 1900—1906), почесний громадянин Ізмаїлу. Пам'ятна табличка на будинку, де проживав. | просп. Незалежності, 51                   |                   |

### На честь подій
| Зображення | Загальний вигляд | Текст | Короткі відомості | Адреса | Дата встановлення |
| ---------- | ---------------- | --- | --- | ------ | ----------------- |
|            |                  | рос. 11(22) декабря 1790 г. Русские войска героическим штурмом овладели турецкой крепостью на Дунае Измаил, проявив образец мужества, геройства и отваги «Не было крепости крепче не было обороны отчаяннее обороны Измаила но Измаил взят!» А.В. Суворов Вечная слава Героям! | Меморіал Ізмаїльської фортеці. Пам'ятна дошка в честь штурму ізмаїльської фортеці російськими військами 11 грудня 1790 року. |        |                   |

## Інші
| Зображення | Загальний вигляд | Текст                                                                                       | Короткі відомості | Адреса           | Дата встановлення |
| ---------- | ---------------- | ------------------------------------------------------------------------------------------- | --- | ---------------- | ----------------- |
|            |                  | рос. Сеи домъ заложенъ Божией помощью Іюня 13 1907 года мѣщанкои города Ізмаила Аннои Бурта | Меморіальна табличка з інформацією про дату побудови будинку на розі вулиці Грецької та Героїв Сталінграду 13 червня 1907 року жителькою міста Ізмаїл Анною Бурта. | вул. Грецька, 13 |                   |